# Edith Evans

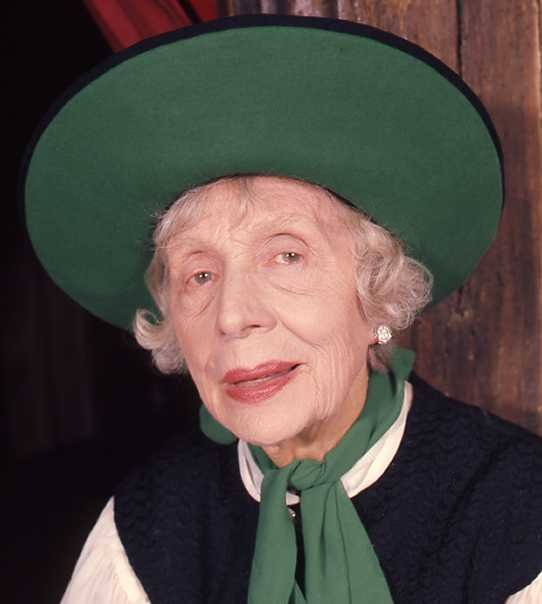
Dame Edith Evans (1973)

Dame Edith Evans, DBE (* 8. Februar 1888 in London; † 14. Oktober 1976 in Cranbrook, Kent), war eine britische Theater- und Filmschauspielerin.

## Leben
Die gelernte Modistin besuchte seit 1904 eine Londoner Schauspielschule und debütierte bei den Streatham Shakespeare Players. 1912 gab sie ihr Londoner Debüt mit der Titelrolle in Troilus und Cressida. 1924 hatte sie einen großen Erfolg im Lyric Theatre Hammersmith als Mrs. Millamant in  Der Lauf der Welt von William Congreve. Seit 1925 spielte sie mehrere Jahre am Old Vic Theatre, danach an verschiedenen Londoner Bühnen, in Stratford-upon-Avon sowie in New York.
Edith Evans stand seit Anfang des 20. Jahrhunderts auf den Theaterbühnen des Vereinigten Königreiches und spielte im Laufe ihrer Karriere alle großen Rollen, die das Theater zu bieten hat. Am Old Vic waren es vor allem Shakespeare-Rollen, die zu ihrem Ruhm beitrugen. Ihre wohl berühmteste Rolle war allerdings Lady Bracknell in Oscar Wildes Ernst sein ist alles, die sie mehrfach auf der Bühne sowie in der Verfilmung von 1952 übernahm. Sie trat vor allem später in Monodramen auf, so auch 1974 bei ihrem letzten Bühnenauftritt. Evans war besonders an schwierigen und psychologisch komplizierten Rollen interessiert und galt als Meisterin in der Interpretation unterschiedlichster komischer wie tragischer Rollen.
Für den Film war sie lange nur wenig zu begeistern. Zwar spielte sie bereits 1915 und 1916 in Stummfilmen mit. Ihre erste Rolle im Tonfilm übernahm sie allerdings erst 1949 im Alter von 61 Jahren, daraufhin war sie etwas häufiger im Kino zu sehen. 1959 spielte sie an der Seite von Audrey Hepburn und Dame Peggy Ashcroft die Rolle der Generaloberin Mutter Emmanuel in Geschichte einer Nonne. Für ihre Darstellung einer vereinsamten und zunehmend psychisch verwirrten Rentnerin in Bryan Forbes’ Filmdrama Flüsternde Wände erhielt sie 1967 den Silbernen Bären auf der Berlinale 1967, 1968 einen Golden Globe und eine Oscar-Nominierung. Evans blieb trotz hohen Alters praktisch bis zu ihrem Tod als Schauspielerin aktiv, sodass ihr letzter Film erst posthum erschien.
Für ihre Verdienste um die Künste wurde sie mit der Ehrendoktorwürde mehrerer Universitäten ausgezeichnet, 1946 in den Adelsstand erhoben und durfte sich fortan Dame Edith Evans nennen.

## Filmografie
- 1915: Honeymoon for Three
- 1916: East Is East
- 1949: The Last Days of Dolwyn
- 1949: Pique Dame (The Queen of Spades)
- 1952: Ernst sein ist alles (The Importance of Being Earnest)
- 1959: Blick zurück im Zorn (Look Back in Anger)
- 1959: Geschichte einer Nonne (The Nun’s Story)
- 1963: Tom Jones – Zwischen Bett und Galgen (Tom Jones)
- 1964: Das Haus im Kreidegarten (The Chalk Garden)
- 1965: Cassidy, der Rebell (Young Cassidy)
- 1967: Flüsternde Wände (The Whisperers)
- 1968: Die Pille war an allem schuld (Prudence and the Pill)
- 1969: Gauner, Kronen und Juwelen (Crooks and Coronets)
- 1969: Die Irre von Chaillot (The Madwoman of Chaillot)
- 1969: David Copperfield
- 1970: Scrooge
- 1973: Ein Puppenheim (A Doll’s House)
- 1976: Cinderellas silberner Schuh (The Slipper and the Rose)
- 1977: Eine beispiellose Affäre (Nasty Habits)